# Ivan Nikolajevič Durnovo
Ivan Nikolajevič Durnovo (rusko Ива́н Никола́евич Дурново́), ruski general, * 1784, † 1850.
Bil je eden izmed pomembnejših generalov, ki so se borili med Napoleonovo invazijo na Rusijo; posledično je bil njegov portret dodan v Vojaško galerijo Zimskega dvorca.

## Življenje
Njegov oče, Nikolaj Durnovo, je bil general pehote in ga je 10. junija 1786 vpisal v Semjonovski polk. 1. januarja 1793 je bil povišan v zastavnika. Aktivno vojaško službo je pričel v starosti sedmih let; bojni krst je doživel leta 1807 v Prusiji proti Francozom. 
14. aprila 1809 je postal polkovnik in brigadni poveljnik rezervnih bataljonov 9. pehotne divizije. Naslednje leto se je kot prostovoljec udeležil bojev proti Turkom. 
5. februarja 1812 je postal poveljnik 18. lovskega polka in 19. marca 1812 pa poveljnik 29. lovskega polka, s katerim se je udeležil patriotske vojne. 3. aprila 1814 je bil polk preimenovan v 29. grenadirski lovski polk ter 30. avgusta 1815 še v 6. karabinjerski polk; 1. junija 1815 je bil Durnovo povišan v generalmajorja. 
Po vojni je poveljeval različnim pehotnim brigadam. Zaradi slabega zdravja se je upokojil 24. novembra 1821.